# Gäsen, Västmanland
Gäsen är en sjö i Norbergs kommun i Västmanland och ingår i Norrströms huvudavrinningsområde. Sjön är 14 meter djup, har en yta på 1,71 kvadratkilometer och är belägen 149 meter över havet. Sjön avvattnas av vattendraget Snytsboån. Vid provfiske har bland annat abborre, braxen, gers och gädda fångats i sjön.

## Delavrinningsområde
Gäsen ingår i det delavrinningsområde (666790-150628) som SMHI kallar för Utloppet av Gäsen. Medelhöjden är 176 meter över havet och ytan är 13,03 kvadratkilometer. Räknas de 8 avrinningsområdena uppströms in blir den ackumulerade arean 129,46 kvadratkilometer. Snytsboån som avvattnar avrinningsområdet har biflödesordning 4, vilket innebär att vattnet flödar genom totalt 4 vattendrag innan det når havet efter 224 kilometer. Avrinningsområdet består mestadels av skog (75 procent). Avrinningsområdet har 1,81 kvadratkilometer vattenytor vilket ger det en sjöprocent på 13,9 procent.

## Fisk
Vid provfiske har följande fisk fångats i sjön:
- Abborre
- Braxen
- Gärs
- Gädda
- Löja
- Mört
- Nors